# Karin Andrén
Karin Elisabet Andrén, född Tengwall den 5 mars 1927 i Lund, död 2 januari 2017 i Lund, var en svensk förlagsredaktör och folkbildare. Hon var en inflytelserik yrkeskvinna med starkt förenings- och samhällsengagemang. Som förlagsredaktör var hon bland annat verksam i flera stora bokprojekt kopplade till Svenska kyrkan under 1900-talets sista decennier.

## Biografi
Karin Andrén växte upp i Ängelholm som dotter till banktjänstemannen Herman Tengwall och gymnastikdirektören Nancy Tengwall, född Kullberg. Karin Andrén började på flickläroverket i Helsingborg 1942. Hon avlade studentexamen på reallinjen 1945. På hösten samma år påbörjade hon sina universitetsstudier i Lund. Hon blev fil. kand. 1949 och pol. mag. 1950.
År 1949 gifte hon sig med sjömansprästen, sedermera universitetsrektorn och universitetskanslern Carl-Gustaf Andrén. Tillsammans fick de tre söner, bland andra professor Anders Andrén. Efter ett år i London och Antwerpen återvände makarna till Lund. På hösten 1949 anlitades hon som översättare från engelska till svenska på brittiska industrimässan i London.
Karin Andrén var tidigt aktiv i föreningslivet och ställde villigt upp på förtroendeposter. Hon var Ungfredrika i Ängelholm under 1940-talets första år. Hon kom att tillhöra Fredrika Bremer-förbundets (FBF:s) lundaavdelning i 56 år (1961–2017). Hon var kassör och senare sekreterare i sammanlagt 15 år och ordförande i FBF:s diskussionsklubb på 1960-talet. Hon var även kassör i Lunds kristliga studentförbund åren 1946–1947 och revisor där 1949.
Karin Andrén arbetade på kansliet vid Lutherska Världsförbundets generalkonferens i Lund 1947 och fick ta hand om tillresta deltagare från alla håll. Hon var aktuarie i Statsvetenskapliga Intresseföreningen i Lund 1948 och vårterminen 1949.
Förutom några få år när de tre sönerna var små, var Karin Andrén yrkesverksam i hela sitt vuxna liv och långt upp i pensionsåldern. Hon började sin yrkesbana 1959/60 som ekonomiansvarig på Lunds universitetsbibliotek med titeln biblioteksassistent. År 1972 kom hon in i förlagsvärlden genom Håkan Ohlssons förlag i Lund, som 1975 gick upp i Verbums förlag i Stockholm. Där kom hon att verka på heltid till 1990 och därefter i olika projekt fram till 2003 – 13 år efter sin pensionering.
På förlagen var Karin Andrén ansvarig för många projekt med inriktning på Svenska kyrkan. Till de långvariga hörde de årliga Kyrkoförfattningar som hon från 1972 var redaktionssekreterare för, och från 1981 övertog som redaktör fram till 1999. Utgivningen ersattes då av Svenska kyrkans bestämmelser, där hon medverkade till och med år 2003. Hon var också redaktör för författningssamlingen Kyrklig administration mellan åren 1981 och 2003.
Till de större engångsuppgifterna hörde att hon själv fick göra manus och ge ut volymen Kyrkans ämbeten. Riks- och stiftsorgan i serien Kyrkolagarna III.
Framför allt var det utgivningen av Den svenska psalmboken 1986, som under nästan ett års tid engagerade henne. Det var en melodipsalmbok med en gemensam avdelning för Svenska kyrkan, nio frikyrkor och romersk-katolska kyrkan i Sverige, ett historiskt ekumeniskt projekt. I anslutning till detta blev hon också redaktör för utgivningen av de nio frikyrkornas Psalmer och sånger, 1987.
Samtidigt kom resultatet av det stora reformarbetet med gudstjänstfrågor och hon fick ta hand om utgivningen av Den svenska kyrkohandboken i ett par volymer 1987. På Karin Andréns förslag gjorde man ett utdrag ur kyrkohandboken på engelska, franska och tyska för de svenska utlandsförsamlingarnas behov.
När makarna Andrén återvände till Lund från Stockholm 1990 kom Karin Andrén omedelbart i kontakt med tankarna på ett pensionärsuniversitet i Lund. Hon var också den drivande kraften bakom skapandet av Lunds pensionärsuniversitet. Karin Andrén hade under Stockholmstiden kontakter med Folkuniversitetet, som stod fadder för pensionärsuniversitetet (idag Lunds Senioruniversitet).
Basen i verksamheten var de allmänna föreläsningarna, som arrangerades varje termin. Under Karin Andréns ordförandetid gavs över 200 föreläsningar i vitt skilda ämnen. Karin Andrén kvarstod som Lunds pensionärsuniversitets ordförande i 17 år och utnämndes till hedersordförande 2008. Även som hedersordförande deltog hon mycket aktivt i verksamheten fram till sin död 2017. Karin Andréns grav finns på Norra kyrkogården i Lund.